# Piedimonte Matese
Piedimonte Matese, antes conhecida por Piedimonte d'Alife, é uma comuna italiana da região da Campania, província de Caserta, com cerca de 11.458 habitantes. Estende-se por uma área de 41 km², tendo uma densidade populacional de 279 hab/km². Faz fronteira com Alife, Campochiaro (CB), Castello del Matese, Cusano Mutri (BN), Guardiaregia (CB), San Gregorio Matese, San Potito Sannitico, Sant'Angelo d'Alife.

## Demografia
| Variação demográfica do município entre 1861 e 2011                               |
|                                                                                   |
| Fonte: Istituto Nazionale di Statistica (ISTAT) - Elaboração gráfica da Wikipedia |